# Harmadik Figyelmeztetés (színészzenekar)
A Harmadik Figyelmeztetés színészzenekar 2009-ben alakult a Pesti Magyar Színházban Gémes Antos kezdeményezésére. Jellegzetessége, hogy bár feldolgozásokat játszanak, de egyedi stílusban. Repertoárjuk zenei gegek összessége.

## Az együttesről

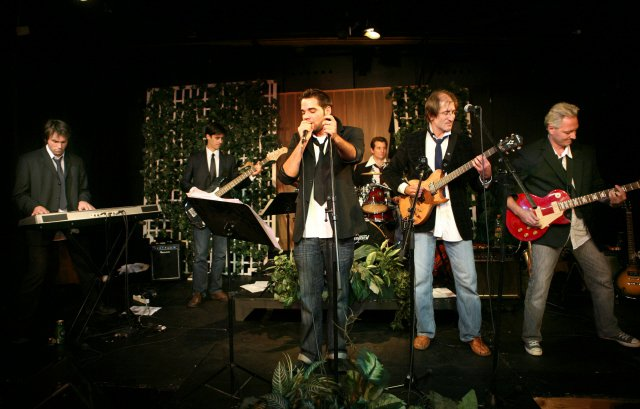
A Harmadik Figyelmeztetés 2009 novemberébenKorniss Péter fotóján

Nevüket egy a Pesti Magyar Színházban „kiírt pályázat” alapján választották ki több mint száz ötlet közül, ahol egy, a Pesti Magyar Színiakadémia hallgatói által kitalált megnevezés nyerte el az együttes minden tagjának tetszését.
A Harmadik Figyelmeztetést még 2008 őszén Cserna Antal, aki akkor erősen kötődött a Pesti Magyar Színházhoz, Fillár István, a színház tagjaként, Gémes Antos, aki akkor szerződött oda és Horváth Zoltán, aki akkor még a Pesti Magyar Színiakadémia hallgatója volt alapították meg a színészbüfében. A céljuk az volt, hogy premier bulikon játszanak majd. Gémes Antos ezért, mint kezdeményező és vezéregyéniség, megkereste Pethő Gergőt, akiről tudta, hogy dobol és akivel a Kolibri Színházban egy osztályba járt, továbbá ekkor került az alapcsapatba Puskás Péter is, aki mint zenei vezető, korrepetitor dolgozott a színházban. A szeretetigény és az egymás iránt érzett szeretet hozta és tartja össze a zenekart. Bár sok energiát fektettek kezdetektől a zenélésbe, az mégsem munka, hanem inkább kikapcsolódás számukra. Első koncertjüket 2009. március 27-én adták Ma jelmeztelenül címmel, A szecsuáni jó ember című előadás bemutatóját követő premierbulin. A megalakulásuk utáni első két évben ők adták a szilveszteri nagy koncertet is a színházban – 2009-ben még Iglódi István, a Pesti Magyar Színház akkori igazgatója ötlete alapján.
2013 őszén Horváth Zoltán kilépett a zenekarból. Ekkor hívta meg Fillár István László Zsoltot, akivel már a főiskolán is együtt zenélt.
A dalokat ötletelgetés alapján választják és alakítják ki olyan számokból, amik táncolhatóak és népszerűek. Természetesen színész mivoltukat sem tagadják meg, a koncerteken felcsendül egy-két musical, rockopera dallam is. Minden számot átdolgoznak, legtöbbször mashupok formájában úgy, ahogy előttük még nem játszották – ez az egyediség vált a zenekar profiljává. Minden dalukban van nem várt fordulat, egy-egy csattanó, geg. Feldolgozásaik leginkább rockosak, de vannak unplugged hangzásúak is. Repertoárjukban így hallhatóak többek között a Zene nélkül mit érek én, Darabok a szívemből, Mindenki valakié, Boldogság gyere haza, Still Got the Blues, Honky Tonk Woman, Pocsolyába léptem, Csak egy tánc volt, 220 felett, Proud Mary, Elfelejtett szó, Koppány dala, Elisabeth, Feeling Good, La Mancha, Emese, Most kéne abbahagyni, Kávéház, Hey Joe, Most múlik pontosan, Eszelős szerelem, A zöld, a bíbor és a fekete. Iglódi István emlékére szerezték az Ez voltam én című dalt. Éjszakánként, előadásaik után próbálnak. 10 év alatt, 2019-re egy több mint hatórás repertoár állt össze a rockos hangvételű, zenei humorral, akár több számból és műfajból eggyé ötvözött dalokból.
Célközönségük eleinte a Magyar Színház társulata és nézői voltak. Hamarosan kialakult egy fix rajongótábor, ami folyamatosan bővül, ahogy egyre több helyen lépnek fel. Repertoárjuk, zenéjük és előadásmódjuk generációkat köt össze. Leginkább klubokban, fesztiválokon, színházi évadnyitókon és más szabadtéri rendezvényeken játszanak. Első nem színházi meghívásos fellépésük az Esztergomi Nyár 2010 programsorozat Hat Nemzetiség Fesztiválja nevű rendezvényén volt. Országszerte koncerteztek már, így Székesfehérváron, Békéscsabán és Veszprémben is. Pesten évekig a Hunnia Art Bisztró volt a törzshelyük. Felléptek már többek között az Andrássy úti TeARTrum Fesztivál Évadnyitó Színházi Korzón, a Színházak Éjszakáján, a Pécsi Országos Színházi Találkozón.
A zenekar frontembere, Gémes Antos kezdeményezésére rendezték meg először 2018 februárjában a Színészfesztivál elnevezésű színészzenekar fesztivált – ekkor még 5 másik együttessel (Bánfalvi Eszter Kvartett (BEKVART), Bonsay Boy, Karamazov, Pink Mojos, Rézpróba), az Akvárium Klubban, 2019-ben pedig már 9 formáció (Rézpróba, noÁr, Bonsai Boy, Pink Mojos and the Fuckfaces, Mágikus Mintha, Nesz, Harmadik Figyelmeztetés, BEKVART, Mézing Leginkább Madách) lépett színpadra, az Analog Music Hallban.
A Harmadik Figyelmeztetés tízéves jubileumát 2019. május 21-én a Pesti Magyar Színházban tartották, amin Benkő László is színpadra lépett.

## Tagok

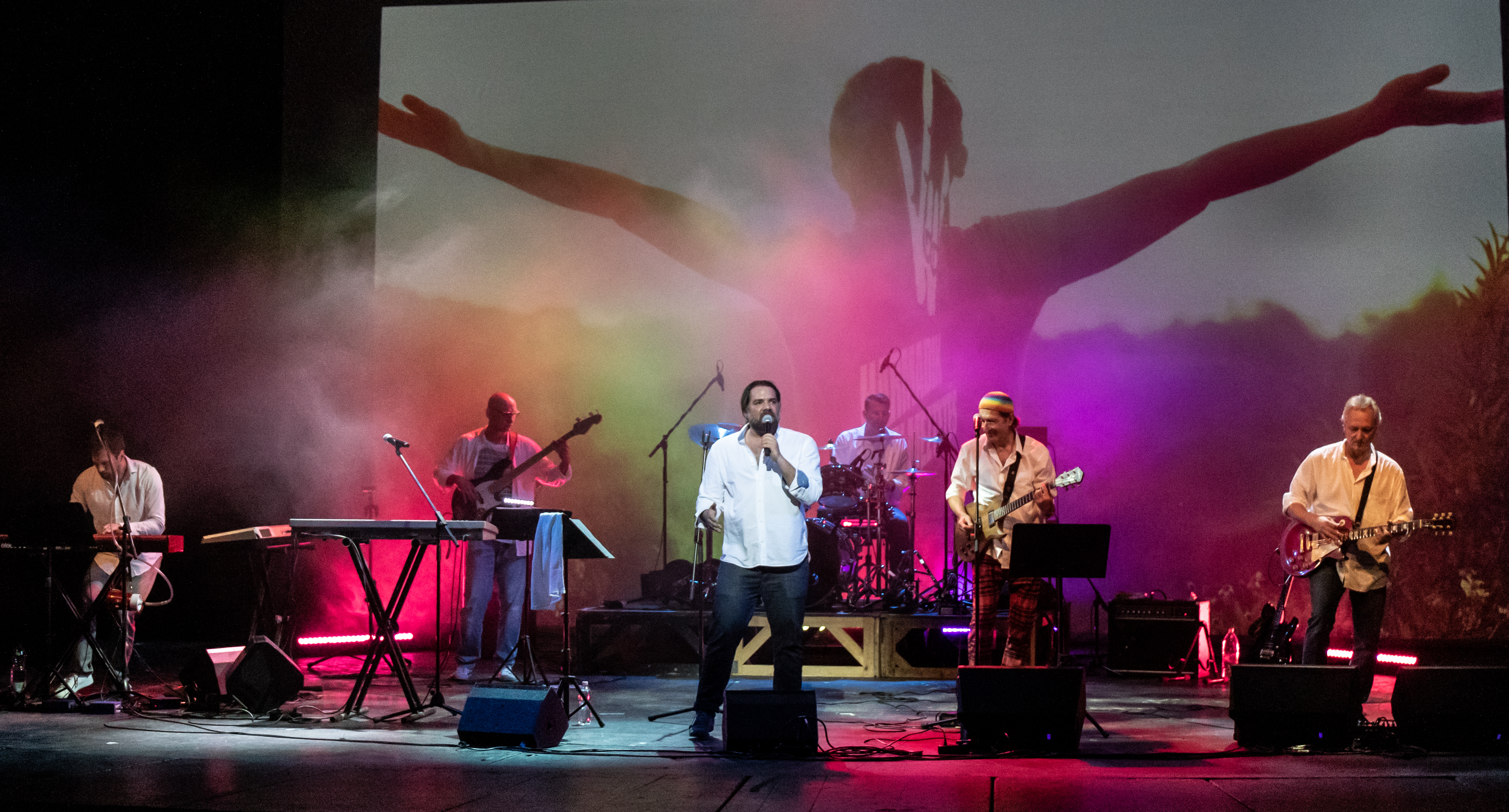
A Harmadik Figyelmeztetés jubileumi gálakoncertjén 2019-ben, Pesti Magyar Színház

A zenekar tagjai színészek, hobbizenészek Wagner-Puskás Péter kivételével – aki profi zenészként szintén elsősorban színházi berkekben tevékeny.
- Gémes Antos - ének
- Fillár " Fifi" István - gitár
- Cserna "Tóni" Antal - bal gitár, ének, minden más
- Wagner-Puskás Péter - billentyűs hangszerek
- László Zsolt - basszusgitár (2013-tól)
2009–2013 között Horváth Zoltán
- Pethő "Geri" Gergő - dob, ütőhangszerek